# 서울 인권 영화제

13회 인권영화제는 청계광장에서 열렸다. 많은 시민들이 참여한 모습이다.

13회 영화제의 개막작 상영이 끝난 후 감독과의 대화 시간을 갖고 있다.

서울 인권 영화제는 무료로 상영하는 대한민국의 비영리 영화제로서 인권운동사랑방이 주최한다. 통칭 '제 *회 인권영화제'라고 표기한다. 사람답게 살기 위한 권리의 일환인 표현의 자유를 가질 것을 주창하며 사전심의, 검열행위를 거부하고 인권 관련 영상들을 상영한 한국 최초의 행사이기도 했다. 1996년 1회를 시작으로 2009년 13회를 맞았다.(5.5회를 포함하여 횟수로는 14회) 정부 당국의 상영장 대여 불가 조치, 영화제 총 감독 대표자 연행, 극장 측의 대관 거부 등의 난항을 겪으면서도 국내 및 해외 상영작들을 섭외, 상영하여 왔다. "표현의 자유, 영상을 통한 인권의식과 인권교육의 확산"이라는 가치를 가지고 시민단체와 개인들의 후원금으로 운영되고 있다. 이화여자대학교, 홍익대학교, 동국대학교의 학생회와 함께 주최하였던 5회까지는 각 대학에서 상영하였으며 이후, 일주아트하우스, 아트큐브, 서울 아트시네마 등의 장소에서 상영하였다. 현행 ‘영화 및 비디오물에 관한 법률'에 의해 정해진 영화진흥위원회의 추천을 받지 않았다는 이유로 극장측이 대관을 거절하여 제 12회 인권영화제는 서울 대학로 마로니에 공원(야외)에서 영화 상영 및 영화제를 열었다. 2009년 13회 역시 이런 이유로 서울 청계광장에서 설치 무대와 LED스크린을 사용하여 영화제가 진행되었다.

## 목표
소외되고 있는 인간 권리에 대한 인식을 확산시키는 것을 목표로 이를 위한 수작(秀作)들을 선정하는데 힘썼다. '전쟁과 인권(02년 6회)', '이주노동자의 인권(03년 7회), '감옥의 인권(04년 8회)', '어린이, 청소년의 인권(05년 9회)'등 주제를 정하여 관련된 영화들을 상영하기도 했다.

## 주최 조직
- 인권운동사랑방
  - 서울 일부 대학 총학생회: 이화여대 총학생회, 홍대 총학생회, 동국대 총학생회
  - 한국인권단체협의회

## 영화제 역사
| 회차                                              | 일자                      | 장소                                | 상영작 수 | 의의 |  |
| ------------------------------------------------- | ------------------------- | ----------------------------------- | --------- | --- |  |
| 제1회 인권영화제: 영화 속의 인권, 인권 속의 영화  | 1996년 11월 2~8일         | 이화여대 법정대 강당                | 32편      | 최초의 심의 거부 영화의 대중 상영, 영화제 이후 2달간 14개 지역도시에서 개최 |  |
| 제2회 인권영화제: 인간을 위한 영상을 찾아서       | 1997년 9월 27일~10월 3일  | 홍익대                              | 20편      | 홍대 총학생회 간부 2명 연행, 총감독 서준식의 구속 등 상영 중지와 폐막을 요구하는 당국의 압력에 의해 결국 하루 앞당겨 폐막하였다. 이후 거리상영, 야간상영, 전국상영 및 서준식의 무죄석방을 위한 대책위 발족 등의 항거가 있었다. 한국민족예술인총연합은 인권영화제에 <민족예술상>을 수여했다. 서준식 집행위원장은 98년에 보석으로 석방되며 여러 인권 상을 수상하였다. |  |
| 제3회 인권영화제: 야만을 넘어 인권의 세계로       | 1998년 12월               | 동국대학교 학술문화회관             | 35편      | 집행위원장의 구속과 보석, 재판 중 진행되었던 3회 영화제는 150여 편의 후보작 중 엄선된 15개국 35편의 상영작으로 구성되었다. 당시 IMF상황 속 민중의 고난을 말하는 "신자유주의와 도전하는 민중들"의 주제로 특별 기획전을 마련해 상영하였다. |  |
| 제4회 인권영화제                                  | 1999년 11월 26일~12월 2일 | 동국대학교 학술문화회관             | 43편      | "올해의 인권영화상"을 처음 제정하여 상영작 중 98년의 현대자동차 정리해고에 대한 다큐멘터리 <열대야>에 수여하였다. 부대 행사로 무미아 아부자말의 석방을 위한 '미 대사관에 항의엽서쓰기', 인권운동가 초청 강연 '21세기 인권을 준비하는 사람들'을 진행하였으며 30일 시애틀 민중행동에 맞춰 '투자협정 WTO뉴라운드 반대 민중운동'의 섹션을 진행했다. |  |
| 제5회 인권영화제                                  | 2000년 10월 27일~11월 1일 | 이화여대                            | 29편      | '범죄보도와 인권', '평화의 훼방꾼', '동성애자의 인권을 이야기하자'등의 부대행사와 함께 국내작품의 모든 감독과 외국작품의 감독 캐빈 멕키넌과 사예드 케도가 자비로 참여해 의미있는 시간을 만들었다. "올해의 인권영화상"은 현대중기의 고용승계 투쟁을 다룬 <인간의 시간>에 수여됐다. |  |
| 제5.5회 인권영화제: 다시보는 명작선               | 2001년 5월 18일~23일      | 일주아트하우스, 아트큐브            | 19편      | 5회까지 상영된 총 162편의 작품 중 관객 찬사를 많이 받았으며 영화적 가치가 높은 19편의 '다시보는 명작선'을 상영하였다. 명작선 외에 팔레스타인과 이스라일의 독립영화인들의 작품들이 '이슈포커스'라는 섹션으로 소개되어 호평을 받았다. |  |
| 제6회 인권영화제: 전쟁과 인권                     | 2002년 5월 30일~6월 5일   | 서울아트시네마, 아트큐브            | 35편      | '전쟁과 인권'을 주제로 하여 8편의 해외작품을 모아 상영했다. 전쟁에 희생되고 있는 인간의 존엄에 대한 고찰을 시도했다. 10편의 한국영화를 상영할 때에는 각 편의 상영이 끝날 때마다 각 영화의 감독이 관객과의 대화를 가졌다. "올해의 인권영화상"은 <먼지, 사북을 묻다>에 수여되었다. |  |
| 제7회 인권영화제: 이주노동자의 인권               | 2003년 5월 23일~28일      | 서울아트시네마, 아트큐브            | 34편      | 유엔의 '모든 이주노동자와 그 가족의 권리보호에 관한 국제협약'에 대한민국 정부가 가입한 2003년, 제7회 인권영화제에서는 '이주노동자의 인권'을 주제로 상영작들을 선정, 전 세계적인 노동자 인권문제를 조명했다. 또한 총 4편의 단편으로 이루어진 <제작 지원 프로젝트-옴니버스 '여정'>을 제작해 상영했다. |  |
| 제8회 인권영화제: 감옥의 인권                     | 2004년 5월 21일~5월 26일  | 서울아트시네마, 아트큐브            | 46편      | 인간의 기본적인 권리는 감옥에 있는 죄수들에게도 예외없이 적용된다는 원칙에서 출발한 감옥 인권운동을 주제로 하여 다각도에서 이를 고찰한 영화들을 선보였다. '감옥의 인권'을 해외, 국내 프로그램과 별도의 섹션으로 상영하였고 '비디오로 행동하라'를 포함한 총 4개의 섹션으로 영화제를 구성하였다. "올해의 인권영화상"은 <노들바람>에 수여되었다. 부대행사로 '모형감옥 체험행사'와 '인권 먹고 쑥쑥 커!나무'행사가 있었다. 8회부터 한글 자막, 수화 통역, 점자 리플렛 제작 등 장애인의 접근권 보장을 위해 적극적인 노력들을 시도하여 좋은 평가를 받았다. |  |
| 제9회 인권영화제: 어린이, 청소년의 인권           | 2005년 5월 20일~5월 26일  | 서울아트시네마, 아트큐브            | 24편      | '어린이, 청소년의 인권'을 주제로 한 작품과 반세계화, 소비사회 비판, 반전, 반핵평화, 아프리카 인권 등의 소재를 가진 다양한 작품들을 상영하였다. 부대행사로 '청소년 인권운동, 미래를 본다'라는 제목의 토론회를 열었다. 8회부터 시작된 장애인 접근권 보장 노력 역시 계속되었다. "올해의 인권영화상"은 <농가일기>가 수상하였다. |  |
| 제10회 인권영화제: 아시아 민중의 인권현장         | 2006년 5월 6일~5월 13일   | 서울아트시네마, 평택 대추리         | 46편      | '아시아 민중의 인권현장'을 주제로 하여 아시아의 과거와 현재 속 가난, 차별, 소외를 관련 영화들을 상영함을 통해 전달했다. 또한 관련 사진전시회와 문화축제, 버마 활동가와 국제 인권단체가 참여한 '영화 밖 이야기 마당'을 준비했다. 10회를 기념한 '다시보고 싶은 인권영화 회고전'의 특별상영 자리도 따로 마련되었다. 14일 평택 대추리 황새울 초등학교에서 1일 상영회를 개최하기도 했다. |  |
| 제11회 인권영화제                                 | 2007년 5월 18일~5월 24일  | 서울아트시네마                      | 26편      | 부대행사보다 '소수자의 날'과 '반전평화의 날'을 정하여 관련된 주제에 대한 인식, 공감, 연대를 넓히려는 노력을 하였다. 각 해당주제에 있어 감독과의 대화 뿐 아니라 '활동가와의 대화'를 준비하는 등 실제 현장과 관객의 소통을 위한 많은 노력이 이루어졌다. |  |
| 제12회 인권영화제: '그들만의 심의를 심의한다'     | 2008년 5월 30일~6월 5일   | 마로니에공원, 미디액트              | 21편      | 이전에도 거리상영을 한 적은 있었으나 12회에서는 영화진흥위원회의 상영분류등급 면제 추천을 위한 심의를 거부하면서 거리상영을 시작하였다. '영화 및 비디오물의 진흥에 관한 법률(줄여 영비법)'의 개정을 주장하는 하나의 대안으로 마로니에 공원에서 거리상영을 함과 동시에 5월 31일, 6월 1일 이틀간은 서울 세종로 영상미디어센터에서 10편의 영화를 선택적으로 상영하였다. |  |
| 제13회 인권영화제: 표현의死 나는영화, 자유를 찾다 | 2009년 6월 5일~6월 7일    | 청계광장, 서울 마포 성미산 마을극장 | 28편      | 이번 영화제 역시 12회에 이어 거리상영을 시도했다. 영화관의 대관 거부에 선택하게 된 거리상영의 환경적 제한으로 상영작품의 수가 줄어들었다. 다양한 관심사의 영화들을 기존 7일의 영화제 기간을 줄여 3일간 청계광장에서 상영회를 한 뒤, 6월 11일부터 14일까지 서울 마포 성미산 마을극장에서 재상영회를 한다. |  |
| 14회 인권영화제                                   | 2010년 5월 27일~5월 30일  | 서울 대학로 마로니에공원            |           | |  |

## 상영작 정보

### 대한민국 작품 상영작
| 1회  | 해고자                                    | 분단을 넘어선 사람들                 | 그리운 사람들                    |                       |                                     |                             |                                      |                         |                                   |                              |                               |
| 2회  | 외투                                      | 사랑해요                             | 명성, 6일의 기록                 | 레드헌트              |                                     |                             |                                      |                         |                                   |                              |                               |
| 3회  | 자본의 위기를 노동의 희망으로, 1998 전진! | 입국금지Ban                          | IMF한국, 그 1년의 기록           | 22일간의 고백         |                                     |                             |                                      |                         |                                   |                              |                               |
| 4회  | 조국은 없다                               | 열대야                               | 여성장애인 김진옥씨의 결혼이야기 | 민들레                | 먼지의 집                           | 또 하나의 세상              | 끝나지 않은 싸움-에바다              | 꽃 파는 할머니          | 꼭 한 걸음씩                      | 기찻길 옆 공부방             |                               |
| 5회  | 평화의 시대                               | 평행선                               | 인간의 시간                      | 엄마와 섬그늘         | 성매매 거리에서 쓴 꿈에 관한 보고서 | 보이지 않는 전쟁            | 데모크라시 예더봉-8888양공, 9999서울 | 나는 행복하다           | 4월 9일                           |                              |                               |
| 6회  | 한사람                                    | 친구                                 | 철로 위의 사람들                 | 주민등록증을 찢어라   | 어부로 살고 싶다                    | 뻑큐멘터리-박통진리교       | 먼지, 사북을 묻다                    | 매향리로 돌아가는 먼 길 | 겨울에서 겨울로                   | 가로막힌 자유, 집회          |                               |
| 7회  | 필승 Ver.1.0 주봉희                       | 침묵의 외침                          | 우리는 모두 이주 노동자다        | 여정                  | 여기가 끝이다                       | 선택                        | 버스를 타자                          |                         |                                   |                              |                               |
| 7회  | 동행                                      | 노동자, 아름다운 사람들              | 나와 부엉이                      | 김종태의 꿈           | 그들만의 월드컵 Ver.2.0             | 경계도시                    | 거북이 시스터즈                      |                         |                                   |                              |                               |
| 8회  | 학교                                      | 하지 말아야 될 것들                  | 하늘나무                         | 총을 들지 않는 사람들 | 잊혀진 여전사                       | 이중의 적                   | 유서                                 | 엄마                    | 산만한 제국                       | 사람은 무엇으로 사는가       |                               |
| 8회  | 빗방울 전주곡                             | 부안 주민들, 카메라를 들다           | 민중투쟁의 현장을 찾아가다       | 미친시간              | 누구를 위하여 총을 울리나           | 높은 언덕                   | 노들바람                             | 계속된다                | 2002, 발전노조의 싸움을 다시 보다 |                              |                               |
| 9회  | 크레인, 제4도크                           | 진실의 문                            | 이반검열                         | 유언                  | 슬로브핫의 딸들                     | 사레가마 송                 | 돌 속에 갇힌 말                      | 농가일기                | 708호, 이등병의 편지              |                              |                               |
| 10회 | 희망2005                                  | 허락해주세요                         | 트렉터가 부르는 평화의 노래      | 절반의 책임, 가사노동 | 자본주의 공략법                     | 원폭 60년 그리고...         | 우리앞에 놓인 길                     | 우리들은 정의파다       | 우리는 일하고 싶습니다            | 우리는 하루살이가 아니다     |                               |
| 10회 | 우리는 폭도가 아니다                      | 역전 떨거둥이 미디어 반란을 일으키다 | 여름, 404, 승리                  | 안녕 사요나라         | 신자유주의의 도발들                 | 대추리의 전쟁               | 노가다                               | 나비                    | 계화갯벌                          | 경찰청고용직노조, 1년의 투쟁 |                               |
| 11회 | 할매꽃                                    | 파산의 기술                          | 우리에겐 빅브라더가 있었다       | 우리학교              | 어부로 살고싶다-살기위하여-         | 새끼여우                    | 멋진 그녀들                          | 동백아가씨              | 그림의 떡                         | Out:이반검열 두 번째 이야기  | 192-399:더불어 사는 집 이야기 |
| 12회 | 필승 Ver.2.0 연영석                       | 천막                                 | 진옥언니 학교가다                | 전장에서 나는         | 오월상생                            | 안녕? 허대짜수짜님!         | 슈퍼맨의 하루                        |                         |                                   |                              |                               |
| 12회 | 세리와 하르                               | 밥                                   | 무죄                             | 마야 거르츄           | 길                                  | 거리에서                    |                                      |                         |                                   |                              |                               |
| 13회 | 효순씨, 윤경씨 노동자로 만나다            | 학교를 다니기 위해 필요한 것들       | 작은 새의 날개짓                 | 소년마부              | 버라이어티 생존토크쇼               | 바보는 감기에 걸리지 않는다 | 레즈비언 정치도전기                  | 떠나지 못하는 사람들    | 기타 이야기                       | 국경은 없다                  | 고양이들                      |

### 국외 상영작
| 1회   | 한 민족의 죽음                   | 한 국가의 탄생          | 하비 밀크의 시대                 | 하늘                    | 플로 콘템플라시온 이야기     | 평화의 가장자리에서         | 콜롬비아                      | 진실을 말하고 뛰어라       | 지하의 민중           | 전장의 여인들                 | 잊지말자                  | 이방의 여인들        | 이발               | 유령을 부르며      |                            |
| 1회   | 우리는 왜 노래하지 않는가?       | 어느 관료의 죽음        | 암살학교                         | 악마의 자식들           | 숨겨진 이미지                | 수단                        | 비상사태                      | 불굴                       | 변화의 초상           | 배신의 시간 속에서            | 미국의 꿈                 | 매복                 | 도둑맞은 아이들    | 당신의 이웃집 아들 | 누가 빈센트 친을 죽였는가? |
| 2회   | 히틀러와 아브라함                | 호남호녀                | 퓨마의 딸                        | 천황의 군대는 진군한다  | 유토피아를 찾는 사람들       | 어떤 쿠바 난민들            | 양 도살자                     | 시가라키에서 불어오는 바람 | 쇼아                  | 새의 노래                     | 브라질 애비뉴             |                      |                    |                    |                            |
| 2회   | 바이바이 바브시카                | 미나마타                | 르완다 대학살                    | 루치아                  | 델타포스                     | 눈물의 사슬                 | 갈릴리에서의 결혼             |                            |                       |                               |                           |                      |                    |                    |                            |
| 3회   | 황무지                           | 행진                    | 한낮의 별                        | 폭격편대                | 평화가 찾아올 때             | 칠레전투                    | 칠레:지울 수 없는 기억        | 치아파스                   | 제9법안 찬반투표      | 전투지대                      | 전쟁이 일어난 까닭은?     | 인도네시아:한판싸움  | 우리친구 월드뱅크  |                    |                            |
| 3회   | 암살학교 Ⅱ                       | 아프리카 견딜 만합니까? | 십자가를 진 아이들               | 빅원                    | 버마일기                     | 맥도날드 망신당하다         | 리카르도와 미리엄 그리도 피델 | 레지스탕스                 | 날 놓아줘             | 끝없는 강제                   | 그 시각 다른 곳에선...    | 게리와 루이스        | 가난한 자들의 모임 | 5월 광장 어머니들  |                            |
| 4회   | 황제의 새 옷                     | 피로 물든 청춘          | 탈북소년들 중국에 가다           | 콜롬비아 치욕의 전쟁    | 진실이 있는 곳               | 지구촌 혹은 약탈촌?         | 장신구와 구슬                 | 잃어버린 지평선            | 이란식 이혼           | 이골리                        | 우리집에 불이 났다        | 왈로펜도             | 에스코바의 자살골  |                    |                            |
| 4회   | 얼스턴가의 비밀                  | 슬픔과 연민             | 소코로 노브레                    | 소리없는 흔적           | 세계인권선언의 역사          | 생일축하합니다, 모그라비씨! | 변방                          | 모략당한 나의 이름         | 모든 권력을 민중에게! | 멈추지 않는 대량학살:대인지뢰 | 독방의 활력               | 다시 못 올 사흘      | 나의 아이 나의 땅  | 국가의 살인        |                            |
| 5회   | 판단                             | 가호 오라위             | 처벌에 맞춘 범죄                 | 착한 쿠르드 나쁜 쿠르드 | 오키나와 미군기지 반대 투쟁  | 스코츠보로                  | 세계은행 부수기               | 사라 비트만의 생애         |                       |                               |                           |                      |                    |                    |                            |
| 5회   | 베트남:마지막전투                | 버림받은 사람들         | 바람과 함께 오고 가다            | 바그다드의 비가         | 마리아나의 눈동자            | 데일리 네이션               | 덕테이터                      | 대지의 소금                | 고향                  |                               |                           |                      |                    |                    |                            |
| 5.5회 | 필드 다이어리                    | 평화의 가장자리에서     | 팔레스타인, 땅의 역사2           | 정착민들                | 세 개의 보석이야기           | 록, 종이, 미사일            | 나지 알 알리                  | 기억의 노예                | 귀환없는 평화?        | 군인 일기                     | 119발의 총성+3            |                      |                    |                    |                            |
| 6회   | 후세인의 미친 노래               | 형법175조               | 팔레스타인에서 온 5개의 인권소식 | 팔레스타인 땅의 역사2   | 처음 살인                    | 처벌의 이윤                 | 지하철 아이들                 | 정착민들                   | 전쟁이 일어난 까닭은? | 전쟁 사진작가                 | 일본악마들                | 아프간 전쟁          |                    |                    |                            |
| 6회   | 아티카의 유령들                  | 신의 아이들             | 서던 컴포트                      | 사라진 여성들           | 붉은 대기                    | 불의                        | 마수드 아프간                 | 대디 앤 파파               | 뉴스타임              | 나지 알 알리                  | 나의 인생                 | 나미비아의 영혼      | 9.11               |                    |                            |
| 7회   | 피노체트 재판                    | 피노체트 아이들         | 파워 앤 테러                     | 웨더 언더그라운드       | 우리들만의 이야기            | 얼어붙은 땅                 | 아프간 대학살                 | 보는 것이 믿는 것          | 방이 없어요           | 바그다드를 잊어라             |                           |                      |                    |                    |                            |
| 7회   | 모험                             | 마이 테러리스트         | 도시                             | 단스, 그로즈니 단스     | 노동운동가, 그를 살해한 이유 | 내 딸 없이                  | 나미비아의 영혼               | 국경을 노래하다            | 감춰진 전쟁           | 20년 후에                     |                           |                      |                    |                    |                            |
| 8회   | 히바큐샤                         | 호치민의 79봄들         | 혁명은 TV에 나오지 않는다        | 하노이,13일의 화요일    | 프랜 콜롬비아                | 최우선권                    | 처벌의 이윤                   | 죽음의 부대:프랑스군사학교 | 죽은 물고기 한 마리   | 제한구역                      | 저항하라!                 | 잃어버린 아이들의 섬 | 유산               | 아티타의 유령들    |                            |
| 8회   | 아나의 아이들                    | 스티비                  | 사과와 오렌지                    | 멈추지 않는 그녀들      | 먼 곳에서부터                | 마이애미 모델               | 눈물의 계곡                   | 난민캠프                   | 나의 혈육             | 기업                          | 그림자인간                | 관밍의 친구들        | 검은 영혼          |                    |                            |
| 9회   | 침묵을 깨고                      | 정의                    | 전투지역                         | 잉여사회                | 일본헌법                     | 원자폭탄                    | 예스맨                        | 안티폭스                   | 식민지에 대한 오해    | 라이베리아:함락초읽기         | 뉴 엘도라도               | 골럽                 |                    |                    |                            |
| 10회  | 평화교육                         | 쿠아리                  | 칠레전투                         | 책임회피                | 착한 쿠르드 나쁜 쿠르드      | 차이나 블루                 | 지하의 민중                   | 종려나무 그늘              | 인권애니메이션 모음   | 웨스트 파푸아                 | 용사의 고향, 자유의 땅    | 예스맨               | 에스코바의 자살골  |                    |                            |
| 10회  | 에르네스토 체 게바라             | 아나의 아이들           | 세상에서 가장 행복한 사람들      | 불탑의 그림자           | 도시                         | 대지의 소금                 | 끝나지 않는 여행              | 거미집                     |                       |                               |                           |                      |                    |                    |                            |
| 11회  | 탐보그란데                       | 조각난 이라크           | 전쟁 주문 받습니다               | 전쟁기지 필요없다       | 이야기해 봅시다              | 에도시의 노래               | 소똥                          | 사랑의 정치                | 블랙골드              | 레오N이라는 사람              | 땅, 비, 불:와하까보고서   | 내사랑 블레인        |                    |                    |                            |
| 12회  | 파벨라 라이징, 빈민이여 노래하라 | 투표하는 날             | 콜리지알스, 민중의 의회          | 철을 먹는 사람들        | 일터에 당신의 자리는 없다    | 와디, 다리를 건너           | 아프로밴드                    | 사라진 군인 키릴           | 사고 파는 건강        | 미국, 민주주의를 침략하다     | 남아있는 것들             | 나를 감시하지 마     | 기울어진 세계      | 게발트             |                            |
| 13회  | 형장의 문 앞에서                 | 헤어 인디아             | 저널리스트                       | 올리브의 색             | 어린 광부                    | 악마의 거래                 | 브루크만 여성노동자           | 버마VJ                     | 백인여러분            | 또 다른 행성                  | 누가 치아비치아를 죽였나? | 노예                 |                    |                    |                            |

### 비디오로 행동하라
- 제 9회
  - 죽거나 혹은 떠나거나-이주노동자 인터뷰 프로젝트
  - 비정규직 투쟁 속보
  - 독립영화인 국가보안법철폐 프로젝트

- 제 10회
  - 청년 명도
  - 버스 밖에서
  - 두 바퀴로 달린 나들이
  - 난 그냥 여성이고 싶다
  - 나의 평범한 소원, 나도 일하고 싶다

- 제 11회
  - 황새울 방송국 들소리
  - 강요된 미래 그리고 개방

- 제 12회
  - 잘있어요, 이젠
  - 국가보호가 필요하다

- 제 13회
  - 촛불다큐_우리 집회할까요?
  - 우리는 쓰다 버리는 일회용 소모품이 아니다!
  - 불타는 필름 연대기 시즌2 '320프로젝트'
  - 당신이 고용주라면 시각장애인을 고용하시겠습니까?
  - 2008인권선언 "얼어붙은 세상을 녹이자"